# KF Skënderbeu Korçë
KF Skënderbeu Korçë je albánský fotbalový klub založený roku 1909 ve městě Korçë. Domovským stadionem je Stadiumi Skënderbeu s kapacitou 12 000 diváků.
V sezóně 2011/12 klub vedl český trenér Stanislav Levý a dovedl jej do finále národního poháru a k vítězství v nejvyšší albánské lize.

## Úspěchy
- 8× vítěz Albánské ligy[2]: 1933, 2010/11, 2011/12, 2012/13, 2013/14, 2014/15, 2015/16, 2017/18
- 1× vítěz Albánského poháru[3]: 2017/18
- 3× vítěz Albánského superpoháru[4]: 2013, 2014, 2018
- 4× vítěz Albánské druhé ligy: 1975/76, 2004/05, 2006/07, 2022/23